# 796 (číslo)
Sedm set devadesát šest je přirozené číslo. Následuje po čísle sedm set devadesát pět a předchází číslu sedm set devadesát sedm. Římskými číslicemi se zapisuje DCCXCVI a řeckými číslicemi ψϟς.

## Matematika
796 je:
- Deficientní číslo
- Složené číslo
- Nešťastné číslo

## Astronomie
- (796) Sarita je planetka hlavního pásu, kterou objevil v roce 1914 Karl Wilhelm Reinmuth

## Roky
- 796
- 796 př. n. l.